# Exile in Guyville
Az 1993-as Exile in Guyville Liz Phair debütáló nagylemeze. 1994 tavaszán épphogy felkerült az amerikai listákra (196. a Billboard 200-on, akkorra 200 ezer példányban kelt el. 2003 júliusára 450 ezer eladott példánnyal büszkélkedhetett. A Billboard Heatseekers listán sikeresebb volt, a 12. helyig jutott.
A dalszövegeket és Phair érzelmi őszinteségét a kritikusok kiemelkedő értékeknek nevezték. Az album több kritikai összeállításon szerepel. A Spin 1985–2005 100 legjobb albuma listáján a 15. lett, a VH1 minden idők 96. legjobb albumának nevezte. 2003-ban 328. lett a Rolling Stone magazin Minden idők 500 legjobb albumának listáján. 1999-ben a Pitchfork Media az 1990-es évek legjobb albumait felsorakoztató listáján az 5. helyre került, de a lista 2003-as változatán már a 30. helyen szerepel. Bekerült az 1001 lemez, amit hallanod kell, mielőtt meghalsz című könyvbe.

## Az album dalai
|     | Cím                      | Szerző(k) | Hossz |
| --- | ------------------------ | --------- | ----- |
| 1.  | 6'1"                     | Liz Phair | 3:05  |
| 2.  | Help Me Mary             | Liz Phair | 2:16  |
| 3.  | Glory                    | Liz Phair | 1:29  |
| 4.  | Dance of the Seven Veils | Liz Phair | 2:29  |
| 5.  | Never Said               | Liz Phair | 3:16  |
| 6.  | Soap Star Joe            | Liz Phair | 2:44  |
| 7.  | Explain It to Me         | Liz Phair | 3:11  |
| 8.  | Canary                   | Liz Phair | 3:19  |
| 9.  | Mesmerizing              | Liz Phair | 3:55  |
| 10. | Fuck and Run             | Liz Phair | 3:07  |
| 11. | Girls! Girls! Girls!     | Liz Phair | 2:20  |
| 12. | Divorce Song             | Liz Phair | 3:20  |
| 13. | Shatter                  | Liz Phair | 5:28  |
| 14. | Flower                   | Liz Phair | 2:03  |
| 15. | Johnny Sunshine          | Liz Phair | 3:27  |
| 16. | Gunshy                   | Liz Phair | 3:15  |
| 17. | Stratford-On-Guy         | Liz Phair | 2:59  |
| 18. | Strange Loop             | Liz Phair | 3:57  |

## Közreműködők
- Liz Phair – gitár, zongora, ének
- Casey Rice – gitár, cintányér, háttérvokál, taps
- Brad Wood – orgona, szintetizátor, basszusgitár, gitár, ütőhangszerek, bongo, dob, háttérvokál, zümmögés, feedback
- Tony Marlotti – basszusgitár
- John Casey – hárfa

## Fordítás
Ez a szócikk részben vagy egészben az Exile in Guyville című angol Wikipédia-szócikk ezen változatának fordításán alapul.  Az eredeti cikk szerkesztőit annak laptörténete sorolja fel. Ez a jelzés csupán a megfogalmazás eredetét és a szerzői jogokat jelzi, nem szolgál a cikkben szereplő információk forrásmegjelöléseként.